# Vânătorești
Vânătorești – wieś w Rumunii, w okręgu Satu Mare, w gminie Odoreu. W 2011 roku liczyła 7 mieszkańców. 